# Chemin de fer de Luchon à Superbagnères
Le Chemin de fer de Luchon à Superbagnères est un chemin de fer à voie métrique et à crémaillère construit en 1912 et desservant au départ de Luchon le plateau de Superbagnères.
Le chemin de fer est exploité par la Société des chemins de fer et hôtels de montagne aux Pyrénées (CFHMP), qui était une filiale de la Compagnie des chemins de fer du Midi. Toutes les caractéristiques techniques étaient similaires avec le chemin de fer de la Rhune.

## Histoire
La ligne est mise en service en 1912. Elle fonctionne jusqu'en 1965 et occasionnellement en 1966, victime de la concurrence avec la route ouverte en 1960. Il faudra attendre 1993, avec la création d'une télécabine, pour que la station soit de nouveau reliée à la ville de Bagnères-de-Luchon par un mode de transport collectif.

## Le tracé
La ligne avait une longueur de 5,65 km et desservait 5 haltes dont 3 évitements: 
- la halte de la chaumière, qui desservait l'hôtel du même nom ;
- l'évitement de la Soulan
- la halte-évitement de Mi-Sahage, située à peu près au milieu du parcours
- la halte-évitement d'Artigue-Ardoune, en bas de la piste « record » actuelle
- et enfin la halte Des fontaines Broucas

Elle comprenait divers ouvrages d'art dont un viaduc de 88 m de long, le viaduc du Mail Trincat.
La gare aval était située à l'emplacement de l'actuelle poste.

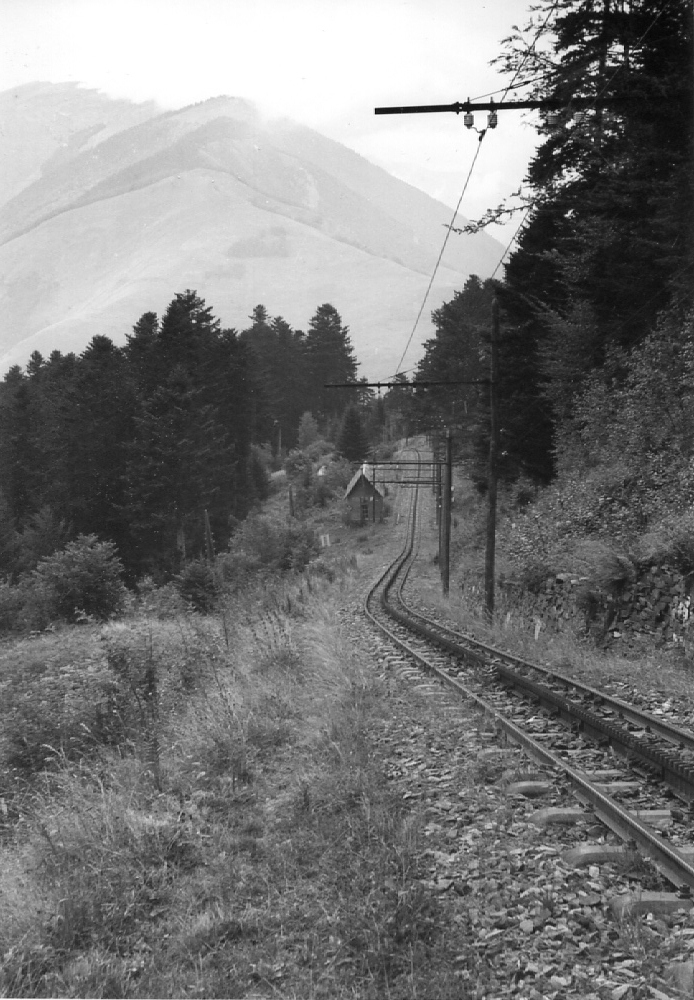
Ancienne halte d'Artigue Ardoune en 1965.
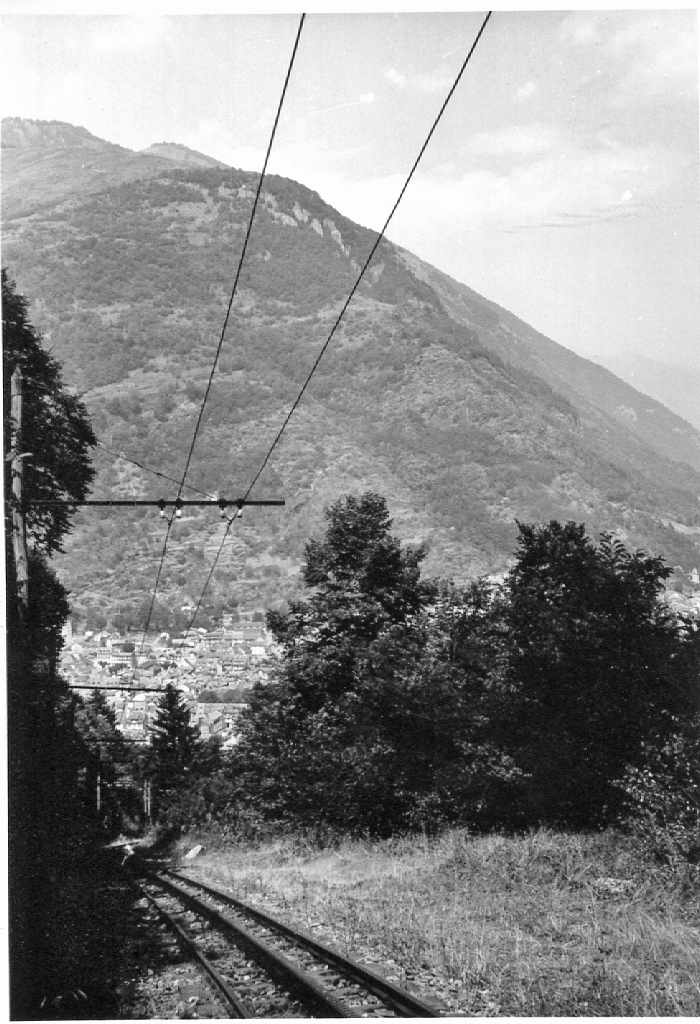
La ligne et la ville de Luchon en contrebas.
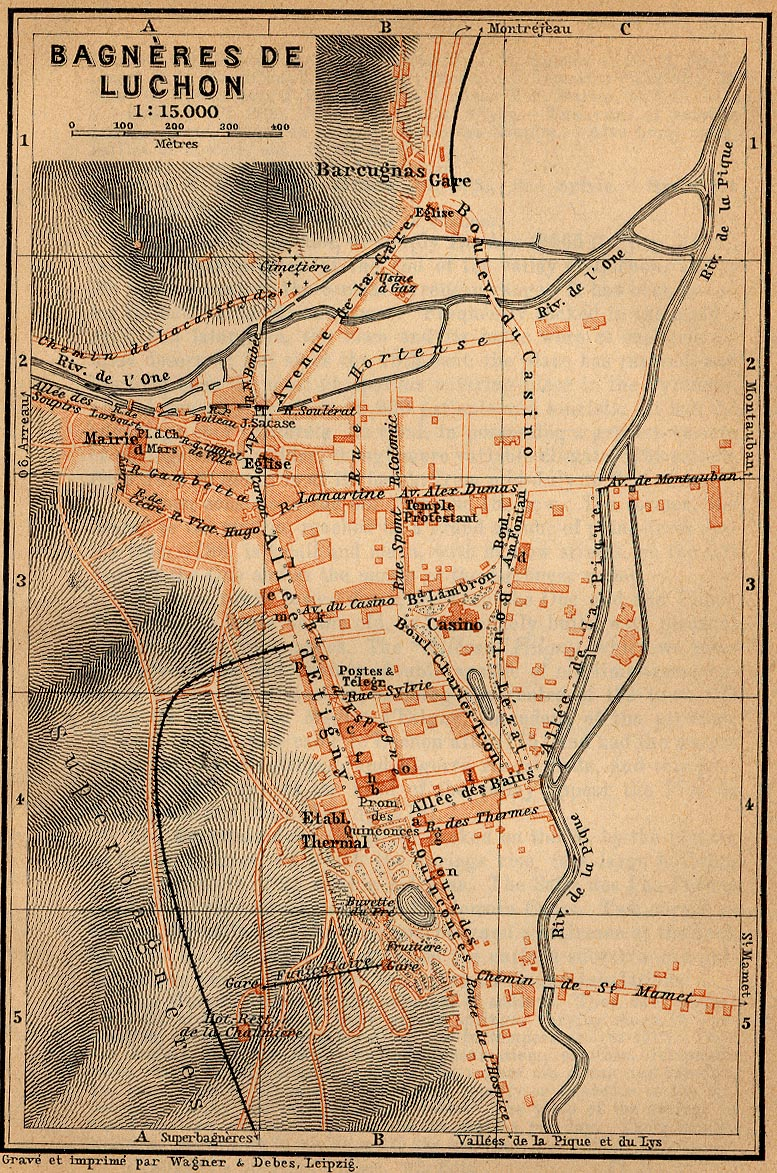
Carte de Luchon de 1914, montrant le tracé de la partie basse de la ligne.
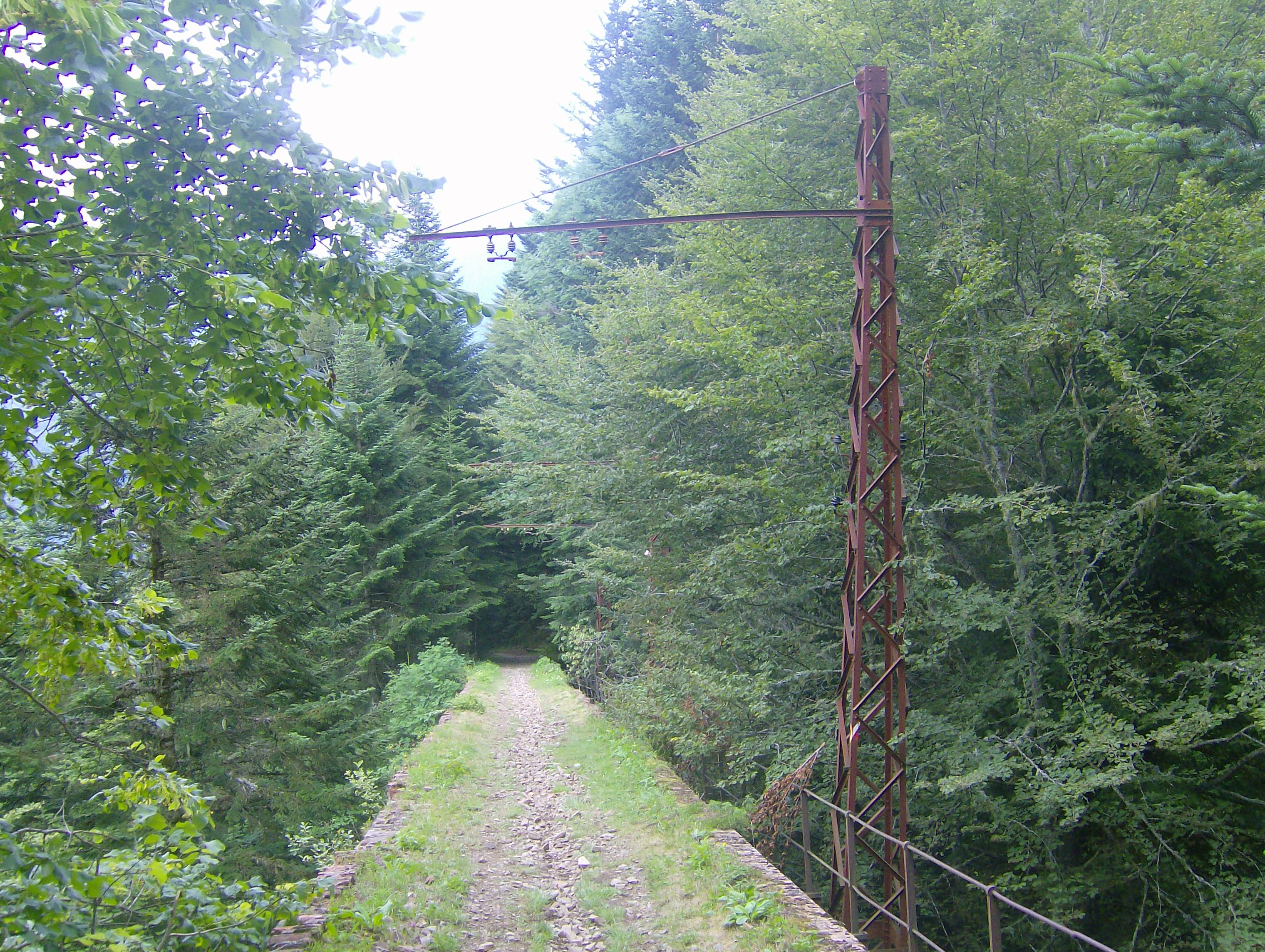
Viaduc du Mail Trincat.
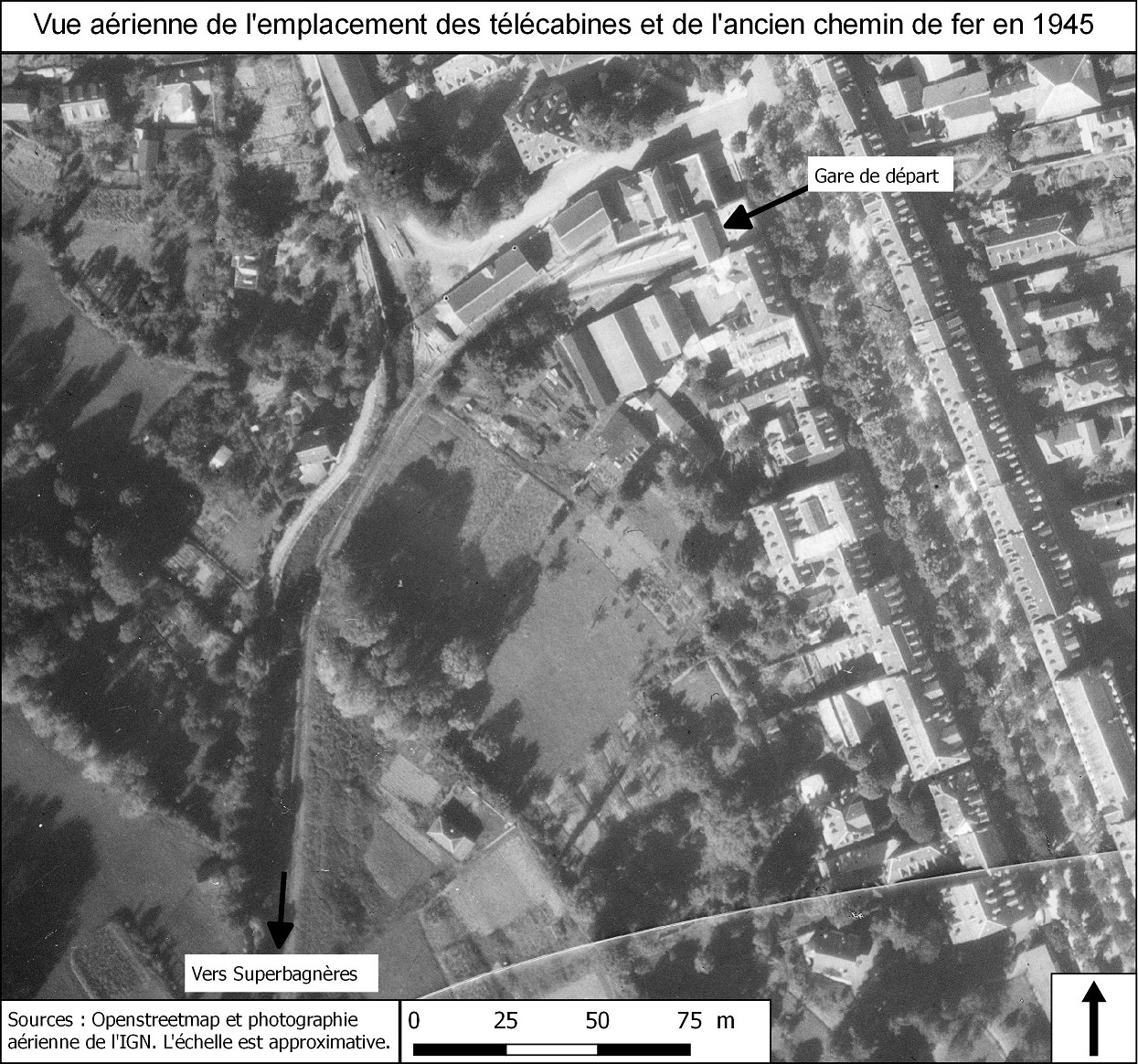
Gare de départ de l'ancien chemin de fer de Superbagnères en 1945 (photographie aérienne IGN).
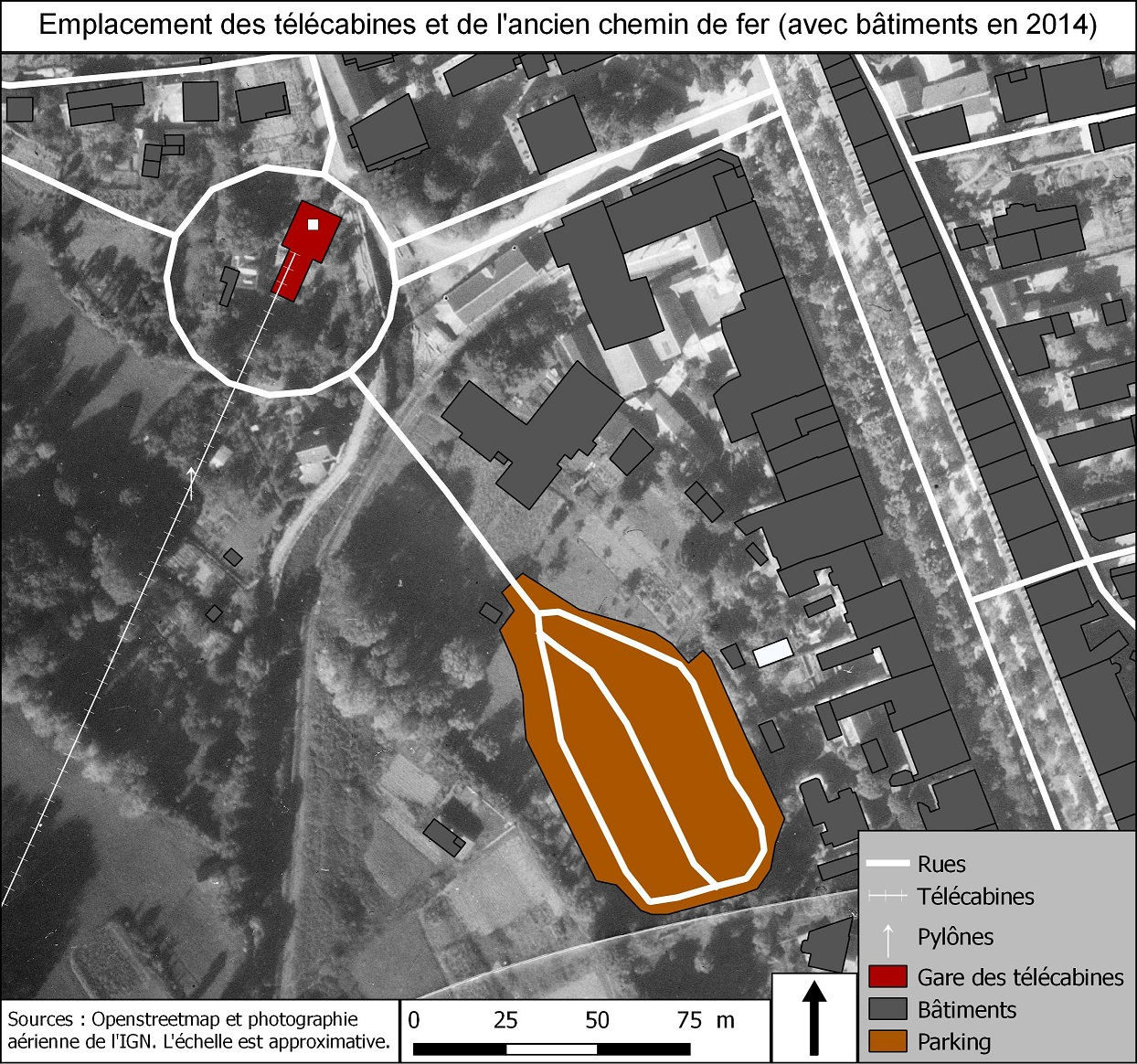
Emplacement de l'ancien chemin de fer de Superbagnères en 1945 (photographie aérienne IGN), avec bâtiments et télécabines en 2014.

## L'alimentation électrique

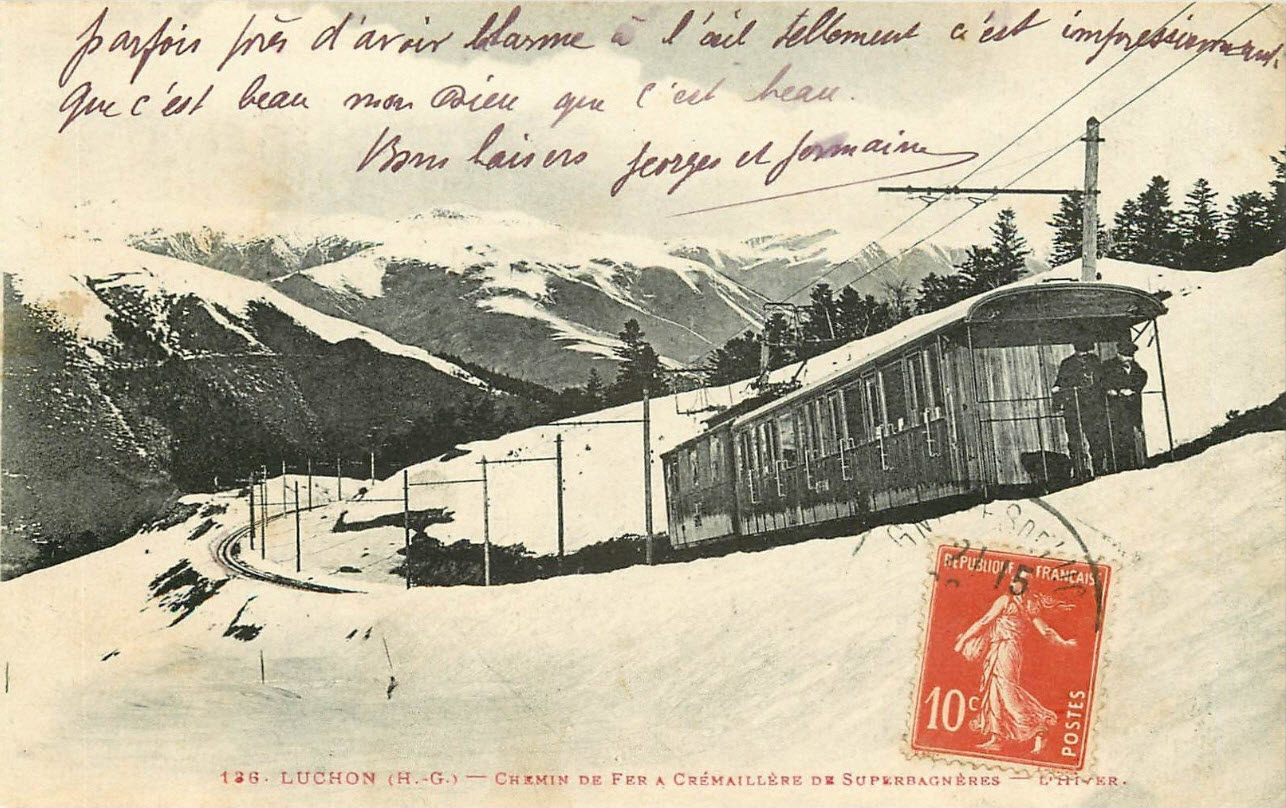
Le tracé dans la partie supérieure.

L'alimentation électrique se fait en courant alternatif triphasé 50 Hertz 3 000 volts provenant de la centrale hydroélectrique du pont de Mousquère, avec deux fils aériens en cuivre et le retour du courant est assuré par les rails qui constituent la troisième phase. .

## La crémaillère
La crémaillère de type Strub équipait  tout le parcours ainsi que les voies de service sauf les voies des remises à locomotives et voitures.

## Le matériel roulant

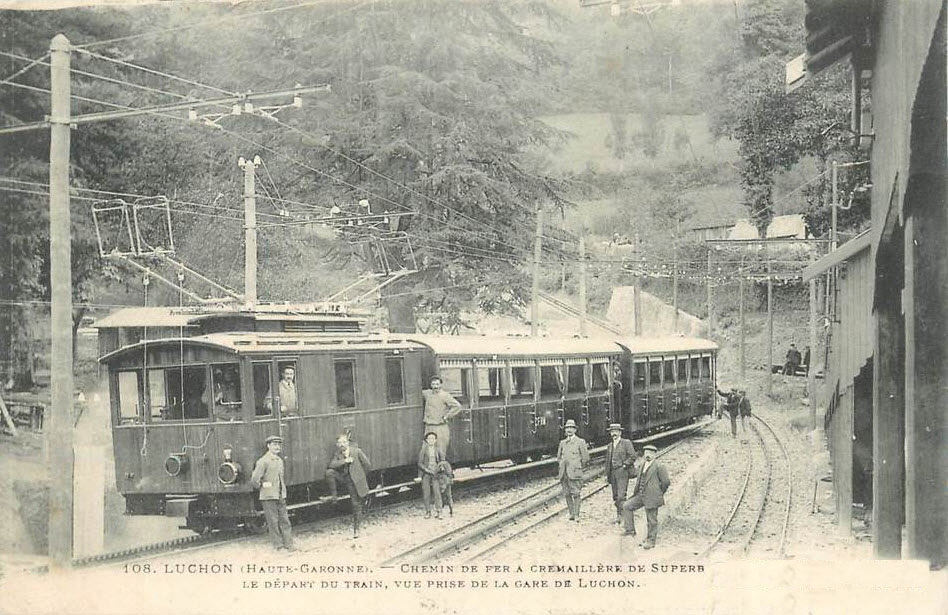
Locomotive et deux voitures à voyageurs.

Le matériel du chemin de fer de Luchon-Superbagnères  est identique à celui de  la Rhune
Le matériel roulant est constitué de :
- 4 locotracteurs électriques construits en Suisse par la société SLM Winterthur, équipement électrique Brown Boveri, poids 17 tonnes

No 1 à 3, livrés en 1912,
No 4 , livré en 1914,
En 1938, le tracteur no 3  du chemin de fer de La Rhune fut muté à Luchon ou il portait le numéro 5. 
Il y retournera en 1972.
Les tracteurs  électriques étaient équipées de deux moteurs asynchrones triphasés Brown Boveri d'un total de 320 chevaux. Deux roues dentées se calaient dans la crémaillère permettant aux motrices de rouler à 8 km/h pour la série de 1912 soit de la no 1 à 3 le trajet durait donc 45 minutes.
La série de 1914 (les tracteurs no 4 et 5) disposait d'un moteur légèrement plus puissant leur permettant de se déplacer à 9 km/h et d'effectuer le trajet en 40 minutes.
Un frein d'urgence permettait de limiter la vitesse à 9 km/h maximum.
Les tracteurs jouaient le rôle de génératrices en descente et renvoyaient l'électricité produite au réseau. Si un train montant était en circulation cette électricité l'alimentait sinon cette électricité était stockée dans deux condensateurs en gare de Luchon.
Les tracteurs poussaient deux voitures.
- voitures voyageurs à bogies de 60 places à portes latérales

7 voitures ouvertes de 5 tonnes
3 voitures fermées de 7 tonnes
- wagons de marchandises

4 wagons plats ,
- wagons de service

1 wagon échelle pour l'entretien de la  ligne aérienne,
1 chasse neige à étrave multi directionnelle

## L'accident du 28/02/1954[3]
Le dimanche 28 février 1954 à la halte évitement de Mi-Sahage, un train composé de deux voitures déraille sur l'aiguille aval du croisement. Le tracteur part à 80 km/h au lieu de ses 8 km/h habituels. Le tracteur poursuit sa course jusqu'au virage de la Soulan où il fait une chute de plus de 500 mètres.
Quant aux voitures, elle poursuivent leur course mais par chance, elles déraillent et s'arrêtent environ 400 mètres avant la Soulan.
Cet accident fut le seul à être déploré durant 54 ans d'exploitation. On comptera 6 passagers décédés, ceux-ci ayant sauté des voitures ; les deux mécaniciens, dans la locomotive ; ainsi que la mort indirecte d'une petite fille blessée au ski n'ayant pu être rapatriée à Luchon pour être soignée.

## Vestiges de la ligne
La ligne est transformée en sentier pédestre. La gare de départ a disparu, remplacée par un ensemble immobilier en 1980.

### Autres
- Musée de la Crémaillère Grand Hôtel de Superbagnères par les Villages Club du Soleil et Alban Leymarie co-réalisateur.